# Етгар
Етгар (*Etgar, д/н — бл.828) — князь Карантанії (Хорутанії) у 820—828 роках.

## Життєпис
Про походження немає відомостей. Був сином знатного хорутанина і представниці франкської або баварської знаті. Тому мав франкське ім'я Етгар. За іншими відомостями міг отримати таке ім'я в ході онімечення хорутанської знаті. 
Після загибелі князя Стоймира, франки звели на княжий трон Етгара. Останній став вірним васалом імператора Людовика I Благочестивого. За його панування відбувається перехід Карантанії під повний контроль франків. У 822 році з'являється перший франкський феод у князівстві. В подальшому кількість баварської та франкської знаті зростає. 
Можливо Етгар брав участь у війні з булгарським каганом Омуртагом 827 року, який зумів підкорити значну частину Паннонської Хорватії, й річкою Дравою вдерся до Карантанії. Франки і хорутани відбили напад булгар. Того ж або 828 року Етгар помер. Скориставшись ситуацією, франкський імператор остаточно ліквідував самостійність князівства. На його місті утворив три маркграфства: Карантанську, Крайна та Подравську. З цього моменту хорутанами стали правити німецькі династії.